# 自然·人类行为
《自然·人类行为》（英語：Nature Human Behaviour）是一份月度发行的跨学科同行评审在线科学期刊，旨在发表与人类行为各个方面相关的研究论文。它创刊于2017年1月，由Nature Portfolio出版，现任主编为Stavroula Kousta。 根据期刊引证报告的数据，该期刊2023年影响因子为22.3，5年影响因子为20.8。 

## 潜在危害政策
2022年8月，该期刊发表了一篇题为《科学必须尊重所有人的尊严和权利》（英語：Science must respect the dignity and rights of all humans）的社论文章，反对科学领域中的结构性不平等和歧视问题。文章指出，编辑有权修改、拒绝或撤回可能“贬低”、“排斥”或“损害特定群体尊严或权利”的内容。